# Medaille für treue Dienste in der Nationalen Volksarmee
Die Medaille für treue Dienste in der Nationalen Volksarmee war eine staatliche Auszeichnung  der Deutschen Demokratischen Republik (DDR), welche in Form einer tragbaren Medaille verliehen wurde.

## Geschichte
Die Medaille wurde am 1. Juni 1956 zunächst in drei Stufen (Bronze, Silber und Gold) gestiftet. Am 28. August 1964 erfolgte die Ergänzung um eine Sonderstufe. Ihre Verleihung erfolgte nach einer definierten Anzahl von Dienstjahren.

## Stufeneinteilung
Die Stiftung der Medaille erfolgte in vier Stufen. Diese waren:
- für 20-jährige Dienstzeit in Gold Stufe II mit aufgelegtem XX auf dem Bande
- für 15-jährige Dienstzeit in Gold
- für 10-jährige Dienstzeit in Silber
- für 5-jährige Dienstzeit in Bronze

Die oben gezeigten Interimspangen waren identisch mit denen der „Medaille für treue Dienste in den DDR-Grenztruppen“. 
Ihre Verleihung erfolgte an alle Angehörigen der NVA für ehrliche, gewissenhafte und treue Pflichterfüllung, wobei bis 1. März 1957 auch zurückgelegte Dienstzeiten in diversen Polizeiorganen der DDR und/oder der Kasernierten Volkspolizei angerechnet wurden und zwar auch für den Fall, in dem bereits die Medaille für treue Dienste in der Kasernierten Volkspolizei verliehen worden war.

## Aussehen und Tragweise
Das Aussehen und die Tragweise der Medaille entsprechen bis auf ein winziges Detail in der Umschrift des Revers der Medaille für treue Dienste in der Zivilverteidigung der Deutschen Demokratischen Republik sowie der Medaille für treue Dienste in den Grenztruppen der Deutschen Demokratischen Republik, die allesamt aber später gestiftet worden sind. Die bronzene, versilberte oder vergoldete Medaille mit einem Durchmesser von 35 mm zeigt auf ihrem Avers zwei wehende Fahnen, von denen die vordere die Staatsflagge der DDR und die dahinter liegende die rote Arbeiterfahne (Fahne der Arbeiterklasse) ist. Die Deutschlandflagge ist dabei bis 1959 noch ohne Staatswappen ausgeführt. Darunter sind die erhaben geprägten Buchstaben DDR zu lesen. Buchstabenfolge und Flaggen werden links und rechts von je einen kleinen dreiblättrigen Eichenblatt mit Eichel zur Hälfte umrahmt. Umschlossen wird die Symbolik von der Umschrift: FÜR TREUE DIENSTE (oben) und NATIONALE VOLKSARMEE (unten). Einziger Unterschied zur Goldenen Medaille für 15-jährige zur 20-jährige Dienstzeit besteht in der Miniaturauflage in Form eines doppelten XX (römisch für 20), welches auf dem Ordensband aufgelegt wird. Das Revers der Medaille zeigt dagegen das Staatswappen der DDR umgeben von der Umschrift: FÜR DEN SCHUTZ (oben) und DER ARBEITER UND BAUERN-MACHT (unten). Der Schriftzug selber ist wiederum von zwei unten gekreuzten nach oben hin offenen gebogenen Lorbeerzweigen umschlossen. Getragen wurde die Medaille an einer fünfeckigen pentagonalen hellgrün bezogenen Spange jeweils in der höchsten Stufe auf der linken oberen Brustseite. Der Saum des Ordensbandes wird von einem senkrecht verlaufenden 8 mm breiten schwarz-rot-goldenen Streifen gebildet. Bei der Verleihung der Silber- und/oder Goldstufe ist zusätzlich mittig ein 1,5 mm breiter silberner oder goldener Mittelstreifen eingewebt. Bei der Verleihung der Medaille für 20-jährige Dienstzeit ist zusätzlich das erwähnte 17 mm große goldene XX aufgelegt, welches sich auch auf der Interimsspange wiederfindet. Ansonsten entsprechen die Interimsspangen mit den Maßen 25 × 14 mm den Ordensbändern.

## Fertigungsdetails, grobe Einteilung

### Goldstufe für 20-jährige Dienstzeit
- bis 1966: vergoldetes Silber mit rückseitiger 900er Punze, Fahnen farbig emailliert
- ab 1966: vergoldete Bronze, Fahnen farbig emailliert
- ab 1972: kurzzeitig vergoldetes Silber mit rückseitiger 900er Punze in anderer Ziffernqualität
- ab 1972: vergoldete Bronze, Fahnenflächeninhalt gekörnt und farbig lackiert
- ab 1977: vergoldete Bronze, Fahnenflächeninhalt glatt, Änderung der Umschrift auf der Rückseite in ARBEITER-UND-BAUERN-MACHT

### Goldstufe
- bis 1959: vergoldetes Silber mit 900er Punze im Rand ohne Staatswappen auf der Deutschlandflagge des Avers
- ab 1960: vergoldetes Silber mit rückseitiger 900er Punze
- ab 1966: vergoldete Bronze
- ab 1972: kurzzeitig vergoldetes Silber mit rückseitiger 900er Punze in anderer Ziffernqualität
- ab 1972: vergoldete Bronze mit neuer Wappenprägung mit schmalen Ring um das Wappen
- ab 1977: vergoldete Bronze, Änderung der Umschrift auf der Rückseite in ARBEITER-UND-BAUERN-MACHT

### Silberstufe
- bis 1959: Silber mit 900er Punze im Rand ohne Staatswappen auf der Deutschlandflagge des Avers, rückseitig eingeschlagene Verleihungszahlen bis 00200
- ab 1960: Silber mit 900er Punze im Rand und Staatswappen auf der Deutschlandflagge des Avers
- ab 1962: Silber mit 900er Punze über Lorbeerzweigen auf dem Revers der Medaille
- ab 1964: Silber mit 900er Punze unter Lorbeerzweigen auf dem Revers der Medaille
- ab 1966: versilberte Bronze
- ab 1972: kurzzeitig Silber mit 900er Punze mit neuer Wappenprägung mit schmalen Ring um das Wappen
- ab 1972: versilberte Bronze mit neuer Wappenprägung
- ab 1977: versilberte Bronze, Änderung der Umschrift auf der Rückseite in ARBEITER-UND-BAUERN-MACHT

### Bronzestufe
- bis 1959 ohne Staatswappen auf der Deutschlandflagge des Avers, rückseitig eingeschlagene Verleihungszahlen bis über 040000
- ab 1960 mit Staatswappen der DDR auf der DDR-Flagge
- ab 1972: Neues Staatswappen der DDR auf dem Avers der Flagge mit schmalen Ring um das Wappen
- ab 1977: Änderung der Umschrift auf der Rückseite in ARBEITER-UND-BAUERN-MACHT[1]